# Titánicos de León
Los Titánicos de León fue un equipo que participó en la Liga Nacional de Baloncesto Profesional con sede en León, Guanajuato, México.

## Historia
Los Titánicos de León participarán en la Liga Nacional de Baloncesto Profesional a partir de la temporada 2014-2015.

## Jugadores

### Roster actual
Por definir.

### Jugadores destacados
Por definir.